# Insigne d'observateur
L’insigne d'observateur (en allemand, Beobachterabzeichen) est une décoration militaire allemande du Troisième Reich, mis en place le 19 janvier 1935 par la commandant en chef de la Luftwaffe, Hermann Göring, et remis à des membres sous conditions d’obtention.

## Critères d'attributions
Afin de prétendre à l'obtention de l'insigne d'observateur, le personnel devait remplir l'une des conditions suivantes :
- Formation de deux mois d'observateur embarqué
- Cinq vols opérationnels comme observateur navigateur ou pointeur de bombardier
- Blessure pendant un vol opérationnel comme observateur navigateur ou pointeur de bombardier

## Description
L'insigne a été fabriqué en nickel ou tombac argenté, plus tard, en alliage ou zinc. Quelques modèles de première série ont été réalisés en aluminium avant la pénurie de matières premières.
De forme ovale, hauteur : 53 mm et largeur : 42 mm pour une épaisseur de 2,5 mm, l'insigne représente un aigle nazi orienté de 3/4 avec sa tête à droite et avec ses ailes déployées (de par la vue de 3/4 de l'aigle, les plumes de l'aile de gauche sont pratiquement invisible) tenant dans ses serres une Swastika (croix gammée) reposant sur sa partie inférieure sur l'intérieur d'une couronne composée à droite d'une demi couronne de feuilles de chêne et à gauche d'une demi couronne de lauriers.
Il existe également une version brodée sur tissus de la couleur des vêtements de la Luftwaffe: le gris-bleu avec distinction de grade. Pour les officiers, la couronne est en fil d'argent, l'aigle en fil argent oxydé et la svastika en fil d'aluminium. Pour les grades inférieurs, l'insigne est en fil gris.
La remise de l'insigne se fait dans une boîte recouverte de soie bleue avec intérieur de velours bleu et est accompagné d'un diplôme en papier.

## Port
L'insigne se porte sur la partie inférieure de la poche de poitrine gauche de la tunique de service, sous la croix de fer 1re classe en cas d'attribution de cette dernière.

## Après-guerre
Conformément à la Loi sur les titres, ordres et décorations du 26 juillet 1957, le port de l'insigne d'observateur dans la version du Troisième Reich dans la République fédérale d'Allemagne a été autorisé, à condition que la croix gammée (Svastika) soit enlevée.

## Voir également
- Liste d'ordres civils et militaires
- Liste des devises d'ordres civils et militaires
- Médaille
- Ordre militaire
- Phaléristique

### Crédit
- (de) Cet article est partiellement ou en totalité issu de l’article de Wikipédia en allemand intitulé « Beobachterabzeichen » (voir la liste des auteurs).